# 日本暴力団 殺しの盃
『日本暴力団 殺しの盃』（にほんぼうりょくだん ころしのさかずき）は、1972年5月27日に公開された日本の映画。監督は降旗康男、主演は鶴田浩二。日本暴力団シリーズ第4作目。原作は野村敏雄『御意見無用街』 桃園書房 1971。

## 概要
心から信用できる友達の為に一匹狼の殺し屋が、体を張って暴力組織と戦う任侠アクション映画。
本作のBGMの一部は、仁義なき戦い、仁義なき戦い 広島死闘篇、山口組外伝 九州進攻作戦などの予告編に流用されている。

## スタッフ
- 監督：降旗康男
- 脚本：笠原和夫
- 原作：野村敏雄
- 企画：俊藤浩滋、橋本慶一
- 撮影：赤塚滋
- 音楽：山下毅雄
- 助監督：清水彰

## 出演
- 一色宏治：鶴田浩二
- 影生姫子：工藤明子
- 高辻彦松：河津清三郎
- 夏代：岡田千代
- 細川卓司：山本麟一
- 沖津鉄雄：林彰太郎
- 須田基：中村錦司
- 並木徹：久保浩
- 石島隆吉：潮健児
- 水元保夫：藤浩
- 有坂七郎：待田京介
- 柳井：曽根晴美
- 秋田誠：楠本健二
- 笠原功：長門裕之
- 岡本正：田中浩
- 青木寅市：天津敏
- 大森：片桐竜次
- 山中：名和宏
- 玉木：西田良
- 源田：山岡徹也
- 松倉：小松方正
- 警察署長：疋田泰盛
- 落合：野口貴史
- 杉谷：堀正夫
- 太刀川要吉：村居京之輔
- 賭場荒らし：川谷拓三
- 賭場荒らし・国友会組員：岩尾正隆
- 三浦：高並功
- 双見重三：浪花五郎
- 河辺民吉：熊谷武
- 中藤克巳：松本泰郎
- マサ：友金敏雄
- キヨシ：久田雅臣
- 近藤：白井孝史
- 白川：白川浩二郎
- 並木の女：山田みどり
- 山本：北川俊夫
- 倉田：宮城幸生
- 広瀬：池田謙治
- 広石：志茂山高也
- 小島：寺内文夫
- 寺西隆吉：八尋洋
- 飯沢俊勝：島田秀雄
- 石崎弥之助：小田真士
- 源次：森谷譲
- 刑事A：森源太郎
- 刑事B：古閑達則
- 刑事C：矢野幸男
- 刑事イ：木谷邦臣
- 刑事ロ：藤本秀夫
- 桜井好春：丹波哲郎

## 同時上映
- 昭和おんな博徒
- 主演：江波杏子
- 監督：山下耕作

| スタブアイコン | サブスタブ | この項目は、まだ閲覧者の調べものの参照としては役立たない、映画に関連した書きかけの項目です。この項目を加筆・訂正などしてくださる協力者を求めています（P:映画/PJ:映画）。 |